# Przystanek autobusowy (film)
Przystanek autobusowy (ang. Bus Stop) – amerykański dramat filmowy z 1956 roku w reżyserii Joshuy Logana, zrealizowany na podstawie sztuki Williama Inge'a.

## Fabuła
Bo Decker - młody kowboj, jedzie po raz pierwszy do miasta, aby wziąć udział w rodeo (całe dotychczasowe życie spędził na farmie ze starym wiernym przyjacielem Virgilem, w otoczeniu pastuchów i bydła) i zaczyna myśleć o miłości i założeniu rodziny. Postanawia, że jego wybranką będzie "kobieta anioł", która pokocha go i bez oporu pojedzie z nim na wieś. W podrzędnej spelunce poznaje Cherie - jasnowłosą piosenkarkę i uznaje, że ona jest tą, której szukał. Tymczasem Cherie ma inne plany - chce dotrzeć do Hollywood i zostać gwiazdą. 

## Linki zewnętrzne

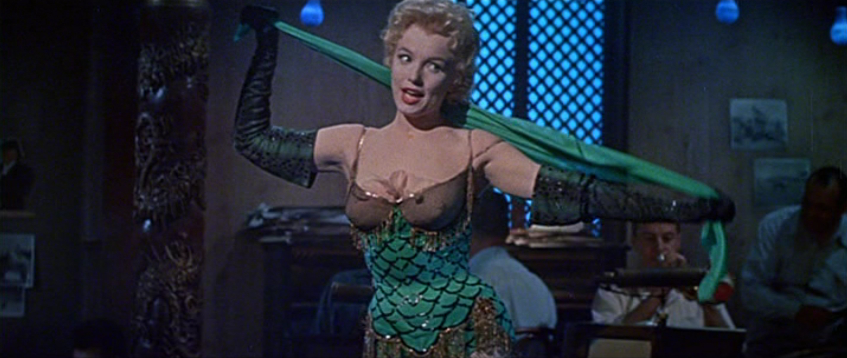
Marilyn Monroe jako Cherie

## Obsada
- Marilyn Monroe jako Cherie
- Don Murray jako Bo Decker